# Bande Nere
Bande Nere fu la denominazione delle compagnie organizzate dal capitano di ventura Ludovico di Giovanni de' Medici, il cui nome deriva dal colore delle loro bandiere, che Giovanni aveva mutato da bianco e violetto in nero in segno di lutto per la morte di papa Leone X, suo parente.

## Storia

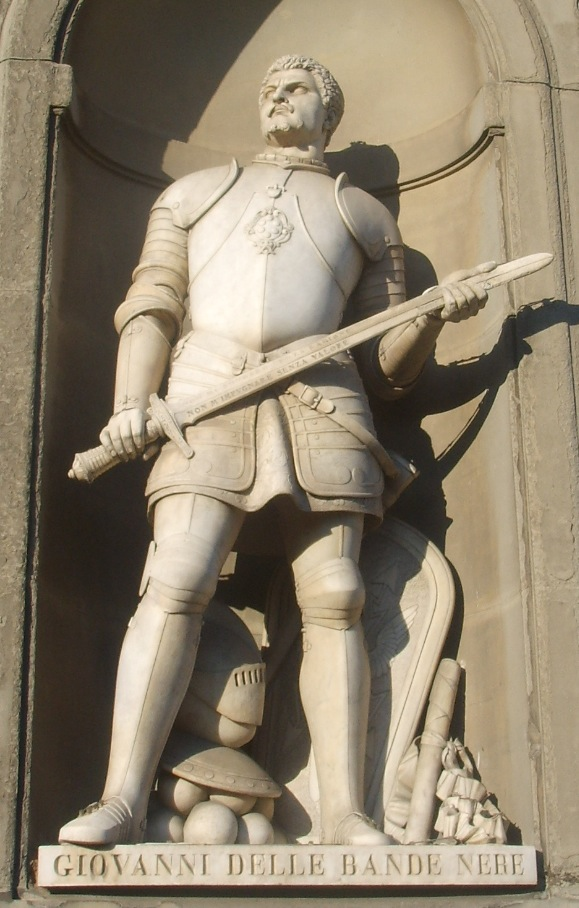
Statua di Giovanni delle Bande Nere

L'origine delle Bande Nere può farsi risalire alle compagnie che il giovane Giovanni de' Medici comandò durante la guerra di Urbino del 1517.
Questo breve conflitto fu per Giovanni una "scuola militare" nella quale egli si formò per la fase cruciale delle guerre d'Italia, quella compresa tra il 1521 e il 1527, dove si guadagnò grande fama prima di essere mortalmente ferito nella battaglia di Governolo.
Durante questi anni Giovanni e le sue Bande cambiarono ripetutamente campo, passando prima al servizio di Carlo V, poi di Francesco I, poi ancora di Carlo V e quindi nuovamente di Francesco I. Ferito alcuni giorni prima della battaglia di Pavia, Giovanni fu portato a Piacenza per esservi curato. Le sue Bande, rimaste senza il loro capitano, nulla poterono contro la massa dei Lanzichenecchi imperiali sortiti dalla città assediata.
La guerra, ripresa con la Lega di Cognac, vide nuovamente Giovanni schierato dalla parte di papa Clemente VII. Le Bande operarono come una forza distaccata dal grosso dell'esercito della Lega, guidato da Francesco Maria I Della Rovere, duca d'Urbino. Il "Gran Diavolo" con i suoi cavalieri e archibugieri tormentò gli imperiali diretti a Roma, creando loro grosse difficoltà. La sua morte rivelò la pochezza delle virtù militari del duca d'Urbino che lasciò via libera al nemico.
Le Bande Nere sopravvissero alla morte di Giovanni per quasi due anni.
All'inizio del 1527 diedero ancora una volta prova della loro efficienza difendendo Frosinone dall'esercito del viceré di Napoli. Nell'aprile dello stesso anno Clemente VII, ansioso di alleggerirsi delle gravose spese che il mantenimento di truppe mercenarie comportava, fidandosi dell'accordo con Carlo di Lannoy e ingannato da Carlo di Borbone, licenziò «imprudentissimamente - scrive il Guicciardini - quasi tutti i fanti delle bande Nere». Un migliaio di questi, raccolti da Renzo da Ceri dopo che il pontefice si fu finalmente reso conto che gli imperiali avrebbero investito Roma, tentarono di difendere la città dall'assalto nemico venendo in gran parte uccisi sulle mura.
Le Bande, passate al soldo di Firenze, furono affidate ad Orazio Baglioni e parteciparono alla sciagurata spedizione guidata da Odet de Foix, visconte di Lautrec, per la conquista del regno di Napoli. Nel corso di questa campagna ebbero modo di distinguersi più volte per il loro valore. Non mancarono comunque dimostrazioni di crudeltà e ferocia, come avvenne in occasione della presa di Melfi «dove - così ci informa il Sanuto - introno per forza dentro amazando tutti chi trovorono, fanti homeni et done, fino i putti, et fatti presoni, et sachizato la terra, né alcun si salvò se non quelli se butorono de muri, quali si amazavano et erano etiam presi et morti». Orazio Baglioni cadde in una scaramuccia sotto Napoli il 22 maggio 1528. Alla fine di agosto le Bande, falcidiate dai continui combattimenti e dalla peste, si arresero agli imperiali insieme ai resti dell'esercito della Lega, cessando definitivamente di esistere.

## Caratteristiche
Le Bande Nere rappresentarono la migliore espressione della strategia e tattica "all'italiana" emerse nel corso delle guerre rinascimentali. Composte in gran parte da archibugieri, si trattava di truppe leggere molto mobili, particolarmente adatte alla "piccola guerra". Mentre negli scontri campali non erano in grado di sostenere l'urto dei massicci quadrati di picchieri se non erano sostenute a loro volta da fanterie inquadrate in ordine chiuso, nella guerriglia, nei colpi di mano, nelle azioni di avanguardia o di copertura erano tra il meglio che il "mercato" potesse offrire. Non per niente le parti in lotta si contesero sempre i loro servigi a suon di ducati.
Giovanni era d'altra parte un professionista della guerra e anche molto abile, e come tale si faceva pagare profumatamente per il suo servizio. Tuttavia non era solo il denaro ad attirarlo ma anche la speranza che, alleandosi ora all'una ora all'altra parte, gli riuscisse prima o poi di ritagliarsi un feudo tutto suo. Il denaro, e si trattava di cifre enormi, gli era d'altronde indispensabile per pagare i soldati e mantenere così unita la compagine delle sue Bande. In un'epoca dove tutto era in vendita egli restò comunque sempre fedele a Firenze e alla casata dei Medici, rappresentata per l'occasione da papa Leone X e papa Clemente VII.
Finché il primo fu in vita, Giovanni rimase a fianco degli ispano-imperiali, alleati della Chiesa. Morto Leone X passò dalla parte dei francesi, poi ancora con gli spagnoli e quindi allettato dalle ricche offerte di Francesco I, ritornò con i francesi, tanto più che il nuovo papa, Clemente VII, propendeva per il re di Francia. Da quel momento diventò l'implacabile nemico dei Lanzichenecchi tedeschi che lo gratificarono con il significativo soprannome di Gran Diavolo.
La fama di Giovanni e delle sue Bande si diffuse rapidamente. In esse si arruolarono, come ci testimonia ancora Guicciardini, i "migliori fanti Italiani che allora prendessero soldo"; molti vi entrarono più per spirito di avventura che per vera sete di guadagno, visto che la disciplina vi era più severa che nelle altre formazioni e il soldo il più delle volte era lento ad arrivare e sovente non arrivava affatto. Nelle loro file vi erano letterati falliti o velleitari, cadetti di famiglie nobili squattrinati e in cerca di riscatto, avventurieri professionisti, disperati e reietti, contadini che per non morire di fame si arruolavano per fare ad altri quello che era stato fatto a loro. Abili con l'archibugio e con la spada, questi soldati si trasformavano da Gran Diavoli del campo di battaglia a diavoli della rapina, della violenza e del saccheggio quando se ne presentava l'occasione e soprattutto quando le paghe tardavano troppo ad arrivare.
Tra essi vi erano anche disertori e traditori. I primi, una volta ripresi, venivano impiccati mentre i secondi, non appena scoperti, venivano inesorabilmente ”passati per le picche” dai loro stessi compagni, a simboleggiare la punizione collettiva che colpiva chi era venuto meno al giuramento di fedeltà al capitano e al vincolo solidale verso i propri compagni d'arme.
Le Bande Nere non furono mai molto numerose. Anche nei loro momenti migliori non superarono le 4000 unità. A Caprino contro gli svizzeri vi erano 200 cavalieri pesanti, 300 leggeri e 3000 archibugieri; a Pavia 50 cavalieri pesanti, 200 leggeri e circa 2000 fanti. A Governolo Giovanni attaccò gli imperiali con 400 archibugieri, che furono trasportati a cavallo sul campo di battaglia da altrettanti cavalieri. Frosinone fu difesa da 1800 fanti.
Le Bande erano costituite quasi interamente da italiani, per lo più toscani e romagnoli, con la probabile aggiunta di lombardi durante il periodo nel quale Giovanni operò nell'Italia del nord. Ciò perché i paesi dell'Appennino tosco-emiliano fornivano uomini che costavano poco ed erano, almeno all'inizio della loro carriera di soldati, di poche pretese; inoltre i mercenari stranieri, lontani da casa, erano meno fidati e più propensi alla diserzione e a cambiare padrone.
Nel volgere di breve tempo, sotto la guida di Giovanni, le Bande diventarono una formazione d'élite, con pochi riscontri nel panorama delle compagnie di ventura italiane, di cui costituirono l'ultimo e più importante esempio.
Ebbero vita breve, come il loro giovane condottiero. Con lui entrarono nella storia, dopo la sua morte diventarono leggenda.